# Charles Petit (jurist)
Charles Jean Joseph Marie Petit (Teteringen, 12 mei 1896 - Voorschoten, 14 december 1978) was een Nederlands jurist. Petit was hoogleraar burgerlijk recht aan de Katholieke Universiteit Nijmegen en raadsheer in de Hoge Raad der Nederlanden.
Petit werd geboren in het Brabantse Teteringen als zoon van Pierre Joseph Petit en Johanna Wilhelmina Nooren. Hij studeerde rechten aan de Universiteit Leiden van 1913 tot 1918 en promoveerde daar in 1920 cum laude op het proefschrift Overeenkomsten in strijd met de goede zeden; promotor was Eduard Meijers. Na zijn afstuderen werd Petit advocaat te Rotterdam, waar hij in 1930 ook kantonrechter-plaatsvervanger werd. In 1935 werd hij benoemd tot rechter bij de rechtbank Maastricht.
In 1947 werd Petit benoemd tot gewoon hoogleraar burgerlijk recht aan de Katholieke Universiteit Nijmegen. Na het overlijden van Egidius van der Heijden in 1941 was de leerstoel burgerlijk recht vacant geweest en waargenomen door Johannes Jurgens. In het academisch jaar 1952-1953 was hij rector magnificus van de universiteit. Op 27 januari 1957 werd Petit aanbevolen voor benoeming tot raadsheer in de Hoge Raad, voor een vacature die was ontstaan na het pensioen van vicepresident Willem Fick en de benoeming van Johannes van der Meulen tot nieuwe vicepresident. De Tweede Kamer nam de aanbeveling ongewijzigd over en de benoeming volgde op 4 maart. Op 1 juni 1966 werd Petit ontslag verleend in verband met het bereiken van de 70-jarige leeftijd.
Petit was op 26 november 1936 in Céret, Frankrijk getrouwd met Jeanne Victorine Andrée Do. Hij overleed in 1978 op 82-jarge leeftijd.